# Erich Zugmayer
Pour les articles homonymes, voir Zugmayer.
Erich Johann Georg Zugmayer, né le 16 mai 1879 à Vienne et mort le 12 février 1938 dans la même ville, est un zoologiste, ichtyologiste et herpétologiste autrichien.

## Biographie
Erich Zugmayer naît à Vienne du scientifique et chef de l'entreprise minière Georg Zugmayer & Söhne Heinrich Zugmayer (de) et d'Emilie Zugmayer, née Hoffmann. Il avait une sœur nommé Hildegard, surnommée Hilde, et un frère nommé Paul. À partir de 1910, Erich dirige l'entreprise familiale avec son cousin Otton, puis après la mort d'Otton en 1921 avec Erwin. Son cousin éloigné est le biologiste et ethnologue autrichien Hans Hass.

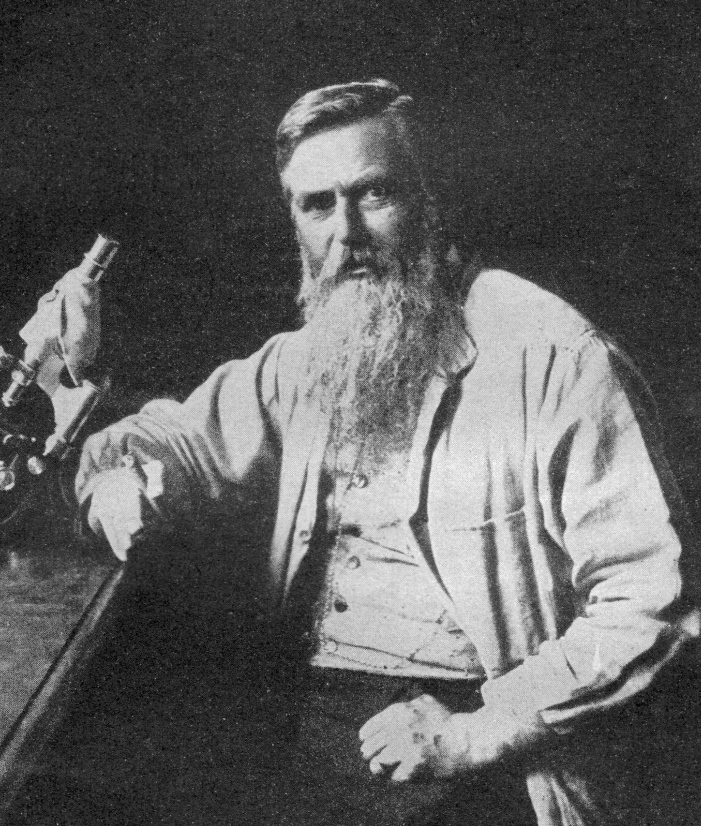
Otto Bütschli.

Il complète six des huit années requises au lycée d'État avant d'entreprendre un cours de trois ans à l'école d'Économie de Vienne. Il devient par la suite marchand à Londres pendant un an. De 1900 à 1903, Zugmayer étudie la zoologie, la géologie et la géographie à l'université de Heidelberg. Il y a notamment eu Otto Bütschli, Theodor Curtius, Curt Herbst (de), Alfred Hettner, Albrecht Kossel, Friedrich Krafft, Robert Lauterborn (en), Karl Heinrich Rosenbusch (de), Wilhelm Salomon-Calvi (de) et August Schuberg (de) en tant que professeurs. Il performe une dissection des muscles sensoriels de Cardiidae en 1904 à l'institut de Zoologie, sous la supervision de Bütschli. Les résultats ont été décrits dans un ouvrage intitulé Über Sinnesorgane an den Tentakeln des Genus Cardium. Avant d'obtenir son diplôme, Erich effectue plusieurs expéditions comme en 1899, en Norvège et en Laponie, en 1902, en Islande, en 1905, dans le Caucase, en 1906, au Turkestan, au Tibet et au Cachemire, et de 1911 à 1916, au Baloutchistan. En 1911, il reçoit son titre de professeur en plus de la citoyenneté allemande (en). Pendant la Première Guerre mondiale, le jeune professeur était consul allemand de Perse et du Baloutchistan, à Ispahan et à Kerman. Il est fait prisonnier par les Britanniques en 1916, avant d'être donné aux Russes, qui le libèrent en 1918. En mai de la même année, il est nommé consul de Tiflis. De 1919 à 1922, il est employé par l'office des Affaires étrangères à Munich, et retourne à Vienne en 1930.

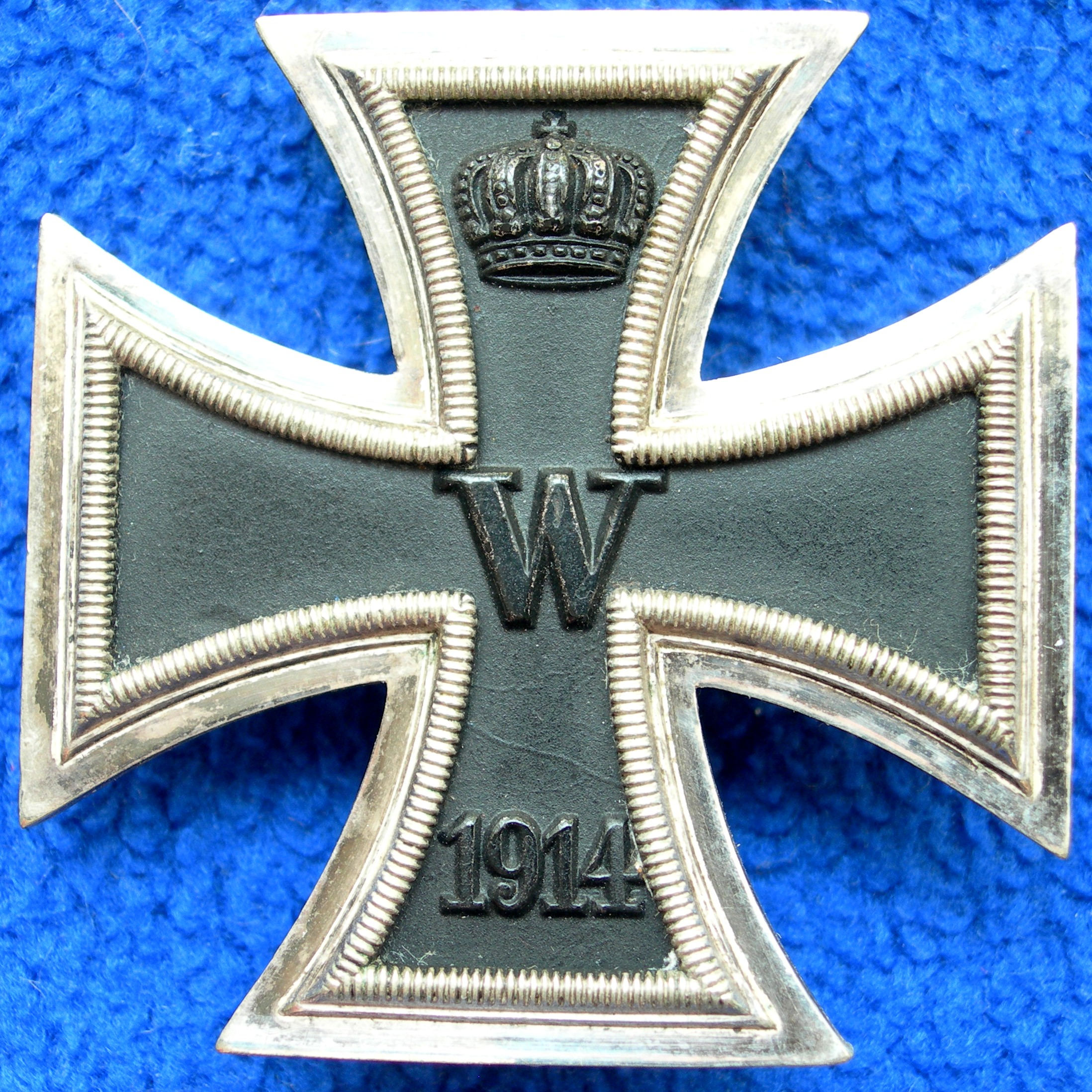
Croix de fer de 1re classe (1914).

Il rejoint la Société de géographie autrichienne en 1905 et est fait membre correspondant en 1912. Il est fait membre de la Société de géographie de Munich (de) et a fait partie du Reichsverband der Deutschen Presse (de). Il reçoit la croix de fer de 1re et de 2e classes.
Erich Zugmayer n'a jamais fondé de famille. Il a résidé au 9, Bösendorferstraße (de). Il meurt dans la nuit du 12 au 13 février 1938 dans sa ville natale et est enterré dans le cimetière familial à Waldegg.

## Expéditions scientifiques et travaux

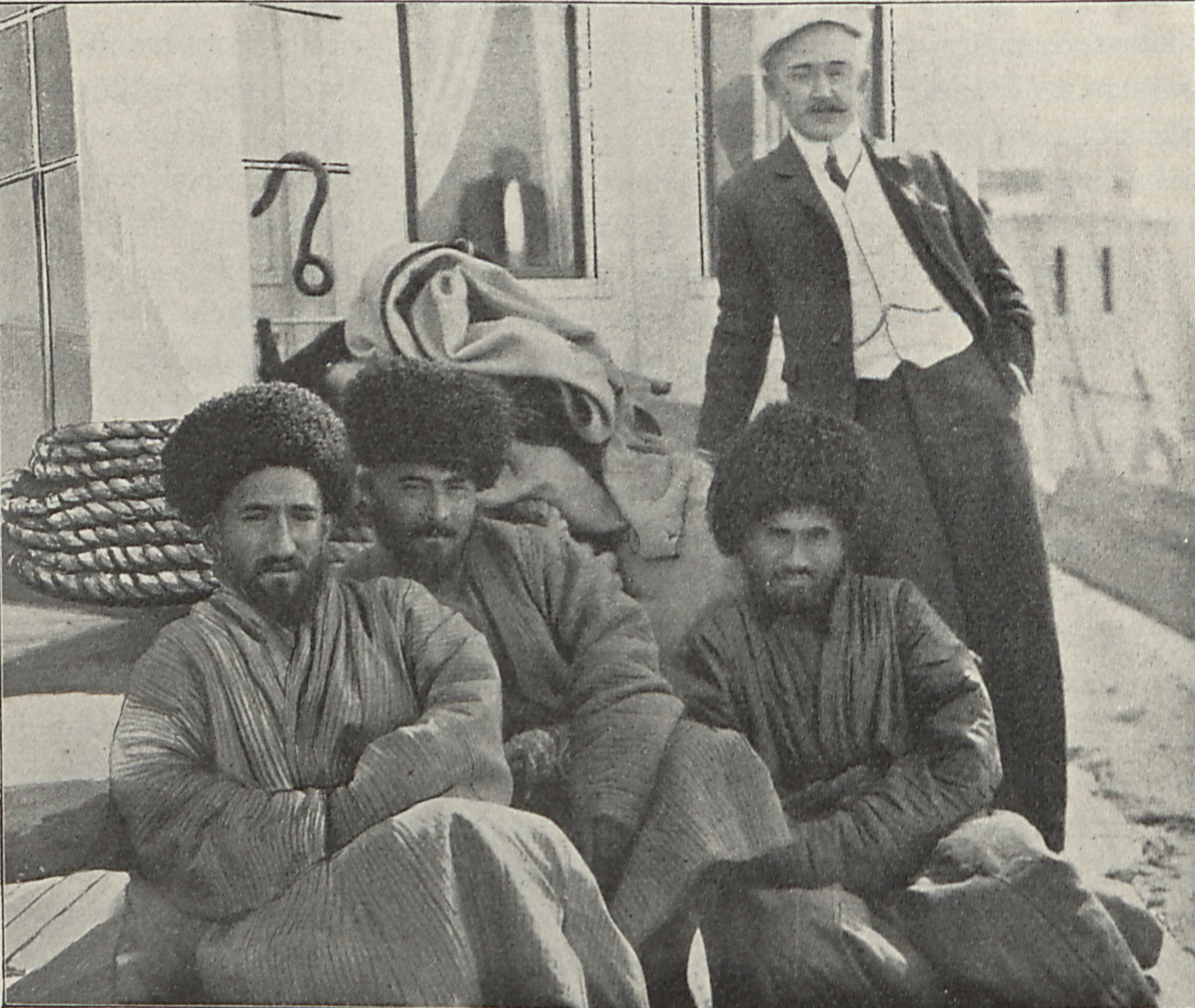
Zugmayer avec trois Ouzbeks durant une expédition en 1904.

En 1902, Erich, son frère Paul et deux collègues d'université effectuent un voyage de six semaines en Islande. En 1904, il rejoint l'Asie centrale dans une expédition financée par le musée d'histoire naturelle de Vienne. Le voyage dure six mois. Il y étudie les poissons des lacs Sevan (en Arménie), d'Ourmia (en Iran), de Van (en Turquie), et la mer d'Aral. Son excursion commence le 12 mai, lorsqu'il quitte Vienne avec son assistant Matthias Weichbold. Il arrive le 14 mai à Constantinople par train, puis rejoint Batoumi le 19 mai, avant d'atteindre Tiflis le 22. Après un passage à Erevan, les deux atteignent les abords du Sevan le 6 juin. Son voyage a subi beaucoup de détours dus à des rébellions kurdes et des épidémies de choléra. Pendant son trajet de retour de Bakou à Tiflis, le professeur et rejoint par son frère. À la mi-octobre, les spécimens ont été renvoyés à Vienne. L'étape finale de son trajet a été un périple en train de Beslan à Vienne.
Durant son expédition au Turkestan, au Tibet et au Cachemire de 1906, Zugmayer a récupéré plus de 400 spécimens de 23 espèces différentes, dont quatre décrites comme nouvelles. La collection a été donnée au Zoologische Staatssammlung München. En 1911, Zugmayer rejoint le Baloutchistan pour construire une collection de spécimens de poissons pour le musée de Henry McMahon à Quetta. Il explore la partie côtière proche de l'Iran de février à mai, avant d'explorer la partie centrale de juin à la mi-septembre. Cette expédition-ci avait été financée par l'Académie bavaroise des sciences au coût de 5 000 marks. Son voyage au Baloutchistan a permis de récupérer plus de 300 spécimens de 40 espèces différentes. La collection, exposée à Munich, a été en grande partie détruite pendant la Seconde Guerre mondiale.
Plusieurs espèces ont été nommées en son nom, dont : 
- Bathytroctes zugmayeri (ceb) Fowler, 1934 ;
- Bufotes zugmayeri (Eiselt (de) et Schmidtler (de), 1973) ;
- Corvus splendens subsp. zugmayeri Laubmann, 1913 ;
- Melanonus zugmayeri (ceb) Norman, 1930 ;
- Rhagodes zugmayeri (Roewer, 1933) ;
- Ochthebius zugmayeri (ceb) Knisch, 1909 ;
- Cyprinotus zugmayeri Brehm, 1914.

## Espèces décrites

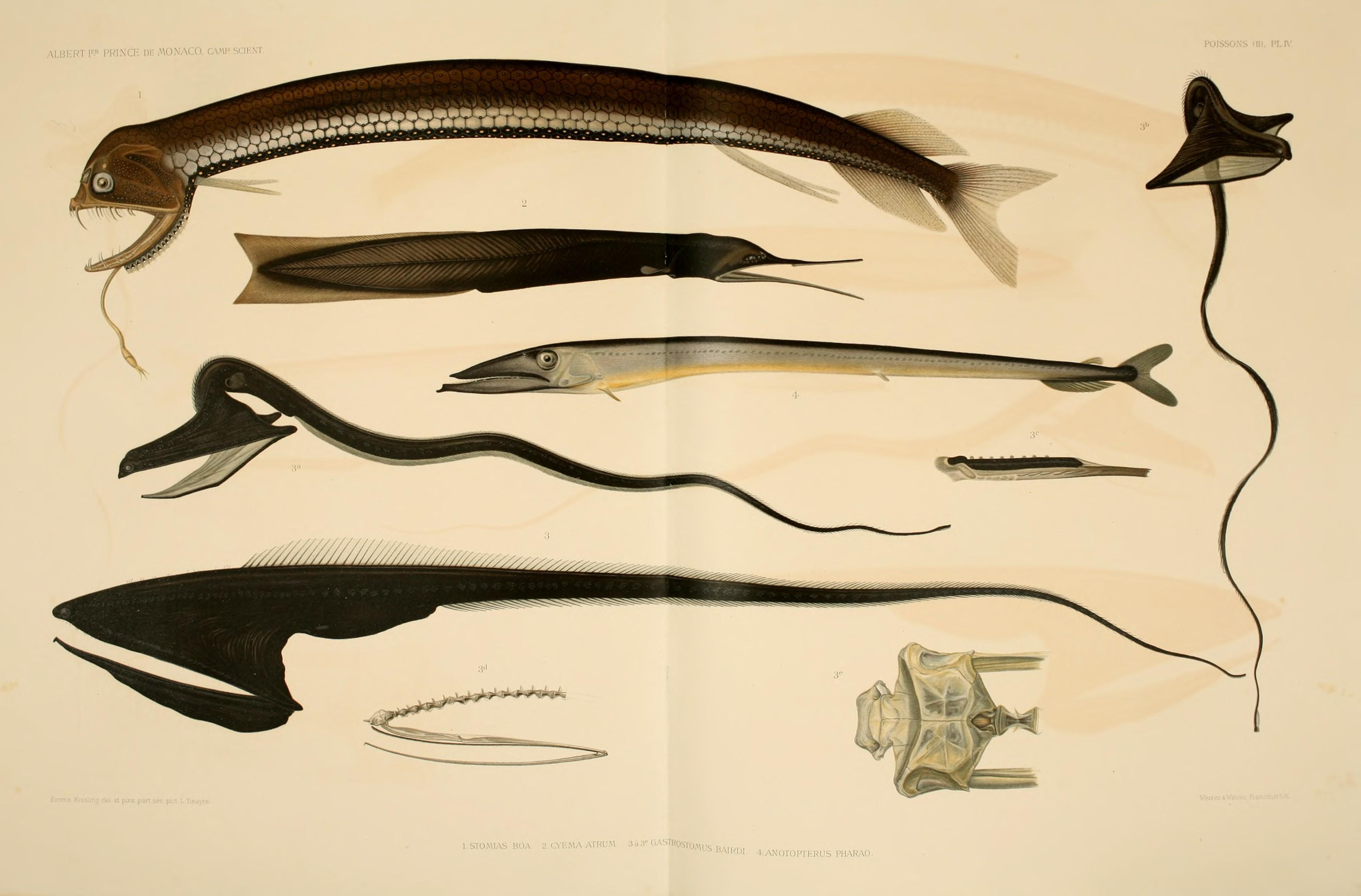
Planche d'un des ouvrages de Zugmayer (1912).

- Aleposomus cyaneus Zugmayer, 1914 (synonyme de Xenodermichthys copei (en) (T. N. Gill, 1884)) ;
- Anotopterus pharao (en) Zugmayer, 1911 ;
- Aristostomias grimaldii Zugmayer, 1913 ;
- Aspiorhynchus sartus Zugmayer, 1909 (synonyme de Aspiorhynchus laticeps (en) (Day, 1877)) ;
- Asquamiceps velaris (ceb) Zugmayer, 1911 ;
- Bangana gedrosicus (en) (Zugmayer, 1912) (basionyme Labeo gedrosicus Zugmayer, 1912) ;
- Barathrites iris (en) Zugmayer, 1911 ;
- Bathophilus vaillanti (es) (Zugmayer, 1911) (basionyme Trichostomias vaillanti Zugmayer, 1911) ;
- Bathytroctes grimaldii Zugmayer, 1911 (synonyme de Bathytroctes microlepis (es) Günther, 1878) ;
- Benthalbella infans (pl) Zugmayer, 1911 ;
- Careproctus dubius (ca) Zugmayer, 1911 ;
- Cetostoma regani (en) (Zugmayer, 1914) (basionyme Cetostomus regani Zugmayer, 1914) ;
- Echiostoma richardi Zugmayer, 1913 (synonyme de Photonectes margarita (es) (Goode et Bean, 1896)) ;
- Exocoetus fucorum Zugmayer, 1911 ;
- Eustomias braueri (es) Zugmayer, 1911 ;
- Eustomias tetranema (es) Zugmayer, 1913 ;
- Flagellostomias boureei (es) (Zugmayer, 1913) ;
- Gonostoma polyphos Zugmayer, 1911 (synonyme de Gonostoma elongatum Günther, 1878) ;
- Labeo macmahoni (en) Zugmayer, 1912 ;
- Lampadena braueri Zugmayer, 1914 (synonyme de Lampadena speculigera (en) Goode et Bean, 1896) ;
- Leptostomias gladiator (en) (Zugmayer, 1911) (basionymes Melanostomias gladiator Zugmayer, 1911 et Nematostomias gladiator Zugmayer, 1911) ;
- Leuciscus merzbacheri (Zugmayer, 1912) (basionyme Aspiopsis merzbacheri Zugmayer, 1912) ;
- Lobianchia dofleini (it) (Zugmayer, 1911) (basionymes Lobianchia dolfleini Zugmayer, 1911 et Lobianchia dolfeni Zugmayer, 1911) ;
- Macrurus violaceus Zugmayer, 1911 (synonyme de Nezumia sclerorhynchus (es) (Valenciennes, 1838)) ;
- Myctophum rissoi Zugmayer, 1911 (synonyme de Electrona risso (Cocco (en), 1829)) ;
- Monacoa grimaldii (en) (Zugmayer, 1911) (basionyme Opisthoproctus grimaldii Zugmayer, 1911) ;
- Opisthopterus tartur Zugmayer, 1913 (synonyme de Opisthopterus tardoore (ceb) (Cuvier, 1829)) ;
- Pachycara obesa Zugmayer, 1911 (synonyme de Pachycara bulbiceps (en) (Garman, 1899) ;
- Parabrotula plagiophthalma (ceb) Zugmayer, 1911 ;
- Paralepis brevis Zugmayer, 1911 (synonyme de Magnisudis atlantica (en) (Krøyer, 1868)) ;
- Petroscirtes cristatus Zugmayer, 1913 (synonyme de Omobranchus mekranensis (en) (Regan, 1905)) ;
- Photonectes braueri (es) (Zugmayer, 1913) (basionyme Melanostomias braueri Zugmayer, 1913) ;
- Platyberyx opalescens (ceb) Zugmayer, 1911 ;
- Platycephalus platysoma Zugmayer, 1912 ;
- Poromitra nigriceps (ceb) (Zugmayer, 1911) (basionyme Poromitrella nigriceps Zugmayer, 1911) ;
- Regalecus caudatus Zugmayer, 1914 (synonyme de Regalecus glesne Ascanius, 1772) ;
- Rhadinesthes decimus (ca) (Zugmayer, 1911) (basionyme Astronesthes decimus Zugmayer, 1911) ;
- Scaphiodon daukesi Zugmayer, 1912 (synonyme de Cyprinion milesi (en) (Day, 1880)) ;
- Scaphiodon watsoni subsp. belense Zugmayer, 1912 (synonyme de Cyprinion watsoni (en) (Day, 1872)) ;
- Schistura baluchiorum Zugmayer, 1912 (synonyme de Paraschistura bampurensis (en) (Nikolski, 1900)) ;
- Schizothorax ladacensis Zugmayer, 1909 (synonyme de Schizothorax labiatus (en) (McCelland, 1842)) ;
- Schizothorax montanus Zugmayer, 1909 (synonyme de Schizothorax esocinus (en) Heckel, 1838 ;
- Schizothorax tibetanus Zugmayer, 1909 (synonyme de Schizothorax labiatus (McClelland, 1842)) ;
- Sciadonus cryptophthalmus (ceb) (Zugmayer, 1911) (basionyme Leucochlamys cryptophthalmus Zugmayer, 1911) ;
- Scopeloberyx opercularis Zugmayer, 1911 (synonyme de Scopeloberyx robustus (ceb) (Günther, 1887)) ;
- Tariqilabeo macmahoni (Zugmayer, 1912) (synonyme de Labeo macmahoni Zugmayer, 1912) ;
- Triplophysa brahui (en) (Zugmayer, 1912) (basionyme Nemachilus brahui Zugmayer, 1912) ;
- Zoarcites pardalis Zugmayer, 1914 (synonyme de Cryptacanthodes maculatus (en) Storer, 1839.

## Publications
- (de) Erich Zugmayer, Eine Reise durch Island im Jahre 1902, Vienne, Verlag von Adolph v. A.W. Künast, 1903, 206 p. (lire en ligne) ;
- (de) Erich Zugmayer, Über Sinnesorgane an den Tentakeln des Genus Cardium, Leipzig, Zeitschrift für wissenschaftliche Zoologie (de), 1904 (lire en ligne) ;
- (de) Erich Zugmayer, Eine Reise durch Vorderasien im Jahre 1904, Vienne, Dietrich Reimer Verlag (de), 1905, 439 p. (lire en ligne) ;
- (de) Erich Zugmayer, Beiträge zur Herpetologie von Vorder-Asien, Iéna, Zoologische Jahrbucher, 1906 (lire en ligne) ;
- (de) Erich Zugmayer, Eine Reise durch Zentralasien im Jahre 1906, Berlin, Dietrich Reimer Verlag, 1906 ;
- (de) Erich Zugmayer, Bericht über eine Reise in Westtibet, Gotha, Petermanns Geographische Mitteilungen (de), 1909 ;
- (de) Erich Zugmayer, Beiträge zur Herpetologie von Zentral-Asien, Iéna, Zoologische Jahrbücher, 1909 (lire en ligne) ;
- (de) Erich Zugmayer, Beiträge zur Ichthyologie von Zentral-Asien, Iéna, Zoologische Jahrbücher, 1910, 26 p. (lire en ligne) ;
- (de) Erich Zugmayer, Das afghanische Bahnprojekt, Leipzig, Deutsche Rundschau für Geographie, 1910-1911 ;
- Erich Zugmayer, Poissons de la „Princesse Alice” 1901–1910, Monaco-Ville, Imprimerie de Monaco, 1911 (lire en ligne) ;
- Erich Zugmayer, Diagnoses de poissons nouveaux provenant des campagnes du yacht „Princesse-Alice” (1901 à 1910), Monaco, Bulletin de l'Institut océanographique de Monaco, 1911 (lire en ligne) ;
- (en) Erich Zugmayer, On a new genus of Cyprinoid fishes from high Asia, Royaume-Uni, Annals and Magazine of Natural History, 1912 (lire en ligne) ;
- (en) Erich Zugmayer, Eight new fishes from Baluchistan, Royaume-Uni, Annals and Magazine of Natural History, 1912 (lire en ligne) ;
- (de) Erich Zugmayer, Über meine Reise in Baludschistan, Munich, Mitteilungen der Geographischen Gesellschaft in München, 1912 (lire en ligne) ;
- Erich Zugmayer, Diagnoses des Stomiatidés nouveaux provenant des campagnes du yacht „Hirondelle II” (1911 et 1912) (avec un tableau de determination), Monaco, Bulletin de l’Institut océanographique de Monaco, 1913 (lire en ligne) ;
- Erich Zugmayer, Le crâne de Gastrostomus bairdi Gill et Ryder, Monaco, Bulletin de l’Institut océanographique de Monaco, 1913 (lire en ligne) ;
- (de) Erich Zugmayer, Wissenschaftliche Ergebnisse der Reise von Prof. Dr. G. Merzbacher im zentralen und östlichen Thian-Schan 1907/8. II. Fische, Munich, Abhandlungen der königlich Bayerischen Akademie der Wissenschaften, 1913 (lire en ligne) ;
- (de) Erich Zugmayer, Wissenschaftliche Ergebnisse der Reise von Dr. Erich Zugmayer in Balutschistan 1911. Die Fische von Balutschistan. Mit einleitenden Bemerkungen über die Fauna des Landes, Munich, Abhandlungen der königlich Bayerischen Akademie der Wissenschaften, 1913 (lire en ligne) ;
- (de) Erich Zugmayer, Balutschistan (vorläufige Ergebnisse einer Reise im Jahre 1911), Munich, Mitteilungen der Geographischen Gesellschaft in München, 1913 (lire en ligne) ;
- Erich Zugmayer, Diagnoses de quelques poissons nouveaux provenant des campagnes du vacht Hirondelle II (1911–1913), Monaco, Bulletin de l’Institut océanographique de Monaco, 1914 (lire en ligne) ;
- (de) Erich Zugmayer et Ewald Banse, Groß-Sibirien, Brunswick, Illustrierte Länderkunde, 1914 (lire en ligne) ;
- (de) Erich Zugmayer et Ewald Banse, Mongolien oder Hochasien, Brunswick, Illustrierte Länderkunde, 1914 (lire en ligne) ;
- (de) Erich Zugmayer, Deutschland im Kaukasus, Berlin, Jahrbuch Des Bundes Der Asienkämpfer, 1921.